# Prieuré Saint-Cosme de Tours
Pour les articles homonymes, voir Saint-Cosme.
Le prieuré Saint-Cosme de Tours est une fondation du chapitre de Saint-Martin de Tours, situé dans la commune de La Riche dans le département français d'Indre-et-Loire en région Centre-Val de Loire.
De l'an mil jusqu'en 1742, une communauté de religieux (des chanoines réguliers de l'ordre de Saint-Augustin) est établie sur une ancienne île de la Loire. Le poète Pierre de Ronsard en est le prieur en 1565. Ces religieux commandent également le prieuré Saint-Cosme de Chablis dans l'Yonne.

## Historique

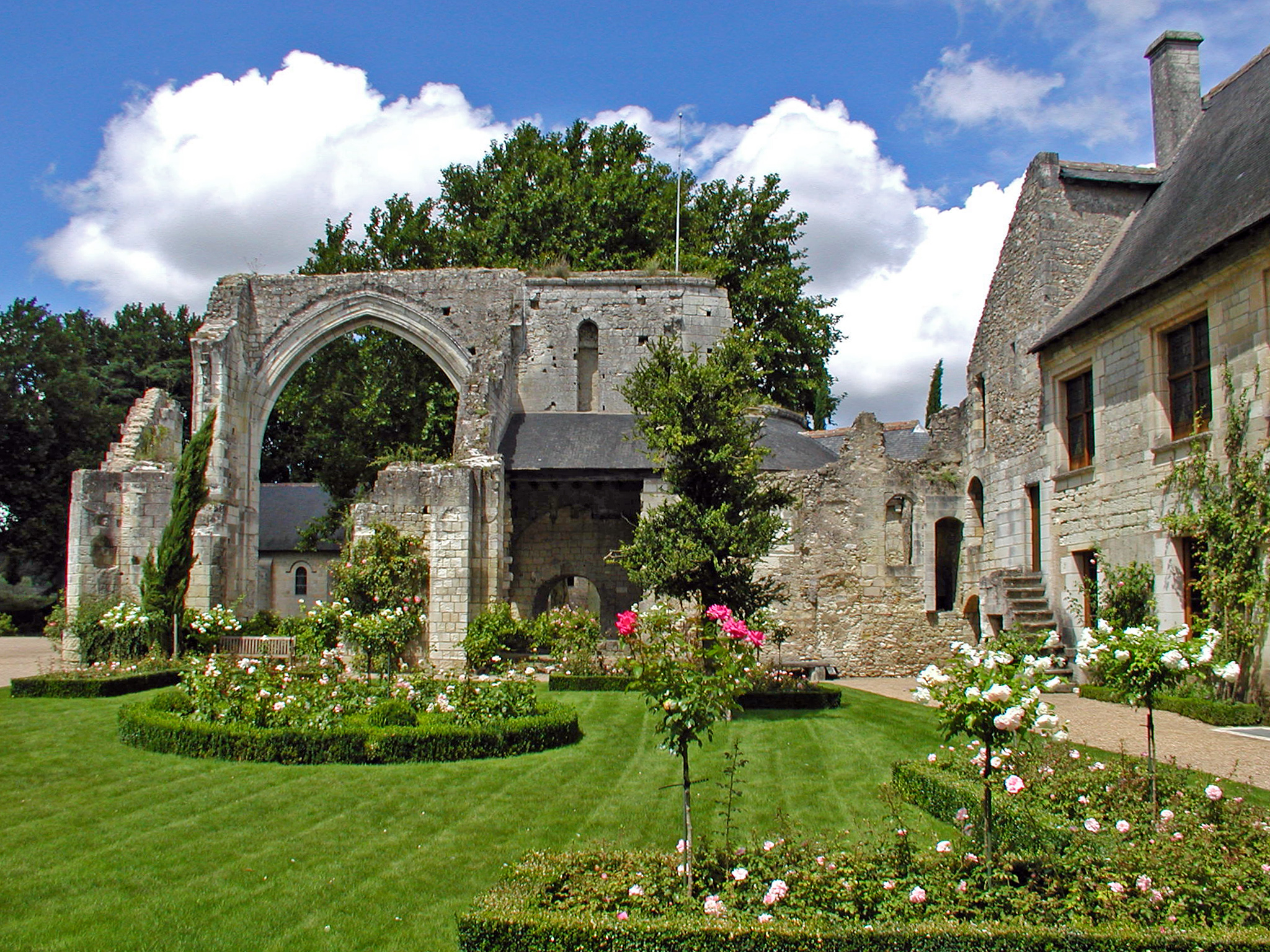
Jardin du prieuré.

En 867 les moines de l’abbaye Saint-Martin de Tours fuient leur fief devant l'avancée des Normands avec les reliques de Saint Martin . Ils trouvent refuge à l'abbaye Saint-Germain d'Auxerre, auprès du roi Charles le Chauve qui y séjourne alors et leur fait don de la ville de Chablis, ils hébergent les reliques du saint patron dans l'ancienne église Saint Loup de cette ville. La paix revenue les reliques reviendront à Tours. Au IXe siècle et Xe siècle ils fondent la collégiale de Chablis sur le site de l'ancienne église ainsi que le prieuré Saint-Cosme de Chablis  qu'ils gèrent ensuite.
Au XIe siècle, à l'emplacement d'une île de la Loire, occupée par une pêcherie, le trésorier de l'abbaye de Saint-Martin de Tours, Hervé de Buzançais, édifie un premier monastère autour d'une petite église. Les principaux vestiges de ces bâtiment encore visible sont un rare exemple des constructions romanes dans les alentours de Tours. Le réfectoire est le bâtiment e mieux préservé de cette période, avec ses embrasements sculptés. L'église fut agrandie au XVe en gothique flamboyant.
En 1092, le prieuré est fondé avec la construction d'une nouvelle église aux dimensions plus grandes et d'un nouveau cloître. Il accueille une communauté de chanoines réguliers de Saint-Augustin.
Aux XIIIe et XIVe siècles, à l'apogée du monastère, on construit un avant-porche à l'église (narthex), un logis pour le prieur, on agrandit l'hôtellerie et l'infirmerie.

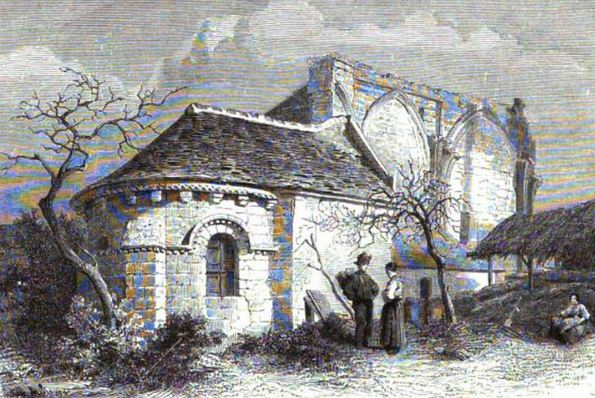
Le prieuré (dessin de Casimir Chevalier, 1869).

Au XVe siècle, en proie aux inondations, les religieux exhaussent les sols de près d'un mètre. Le transept et la nef de l'église sont reconstruits dans le style gothique.
À la suite des destructions des huguenots, Ronsard, prieur commendataire de 1565 à 1585, fortifie le prieuré. Le logis du prieur est restauré et un logis du sous-prieur voit le jour avec les prieurs successeurs du poète.
À la suite de problèmes économiques récurrents, l'activité religieuse cesse en 1742. Les chanoines démontent la plupart des bâtiments monastiques encore debout, coupent et vendent les bois.
Avant d'être vendu comme bien national à la Révolution, le prieuré devient une résidence de campagne pour l'archevêque de Tours, Rosset de Fleury, puis pour l'intendant Du Cluzel.

## Le prieuré aujourd’hui

### Une collection delivres pauvres

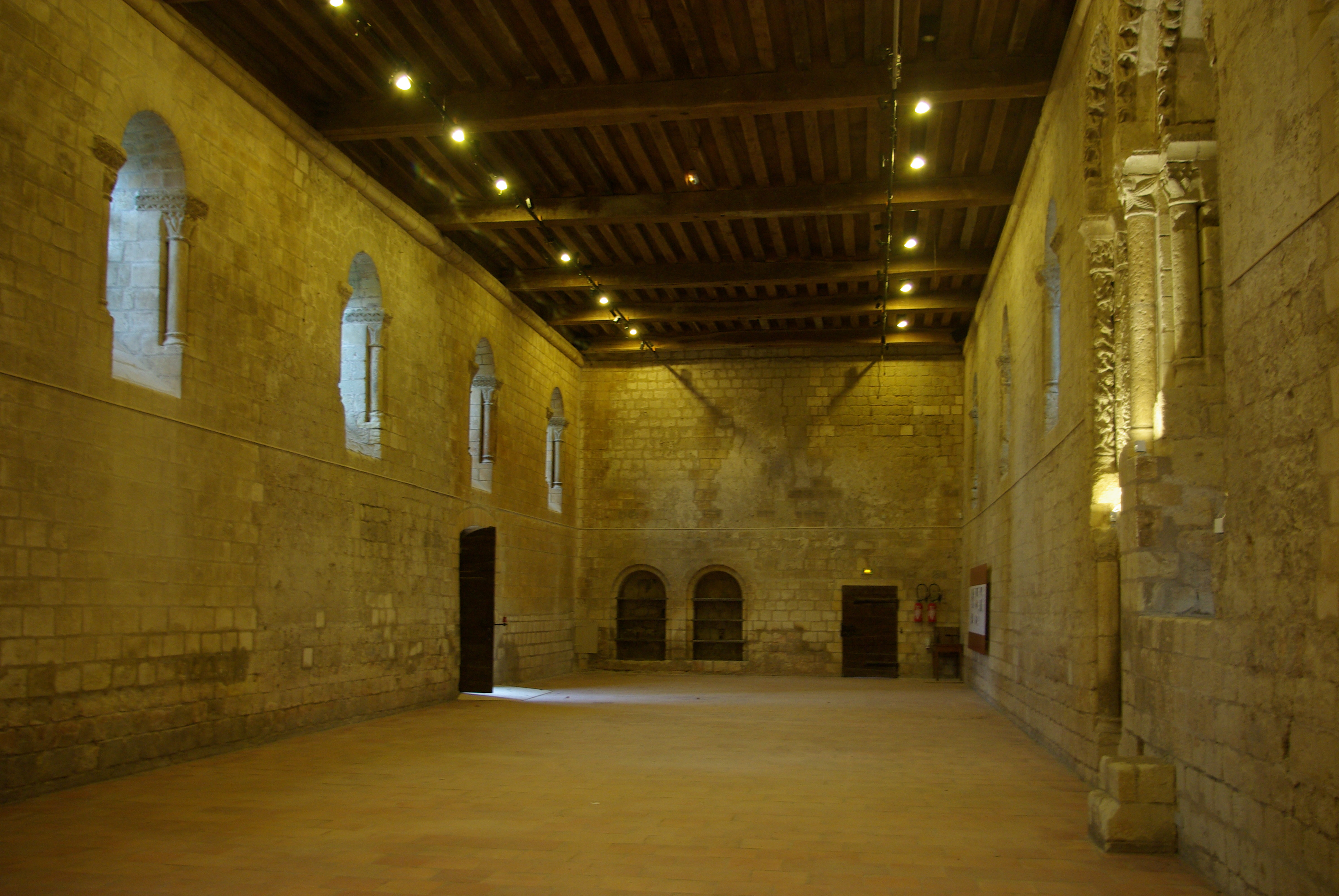
Intérieur du réfectoire.

Les livres pauvres sont de petits livres d’artistes manuscrits par un poète faisant écho à l’intervention plastique d’un peintre ami. Initiée en 2001 par Daniel Leuwers, poète, critique littéraire et professeur de lettres modernes à l’université de Tours, cette collection est née de sa rencontre avec le poète René Char qui, avec ses « alliés substantiels », les peintres Vieira Da Silva, Picasso ou Braque, réalisait ces livres de dialogue.
Créés dans un nombre réduit d’exemplaires originaux, quatre à six généralement – deux à quatre pour les artistes, un pour Daniel Leuwers et un pour la demeure de Ronsard –, ces livres sont tous uniques.
Présentés pour la première fois en 2003 dans le logis où vécut Ronsard, ces livres se sont enrichis de la confrontation et des échanges entre des artistes d’horizons divers. Du côté des écrivains, les plus affirmés – Fernando Arrabal, Michel Butor, Yves Bonnefoy, Andrée Chedid, François Cheng, Bernard Noël, Salah Stétié – tendent la main à la génération des Bernard Chambaz, Annie Ernaux, Guy Goffette, Nancy Huston, Henri Meschonnic, André Velter, parmi tant d’autres. Quant aux peintres, ils ont pour noms Pierre Alechinsky, Georges Badin, Béatrice Casadesus, Erró, Philippe Hélénon, Joël Leick, Michel Nedjar, Jean-Luc Parant, Patrice Pouperon, Claude Viallat, André Villers, Yuki…
Les deux mille volumes que compte cette collection font, depuis mars 2008, l’objet d’un dépôt à la demeure de Ronsard au sein de la nouvelle bibliothèque poétique. Certains de ces ouvrages sont présentés au public selon un choix thématique renouvelé tous les quatre mois.

### Un lieu de patrimoine et de création contemporaine

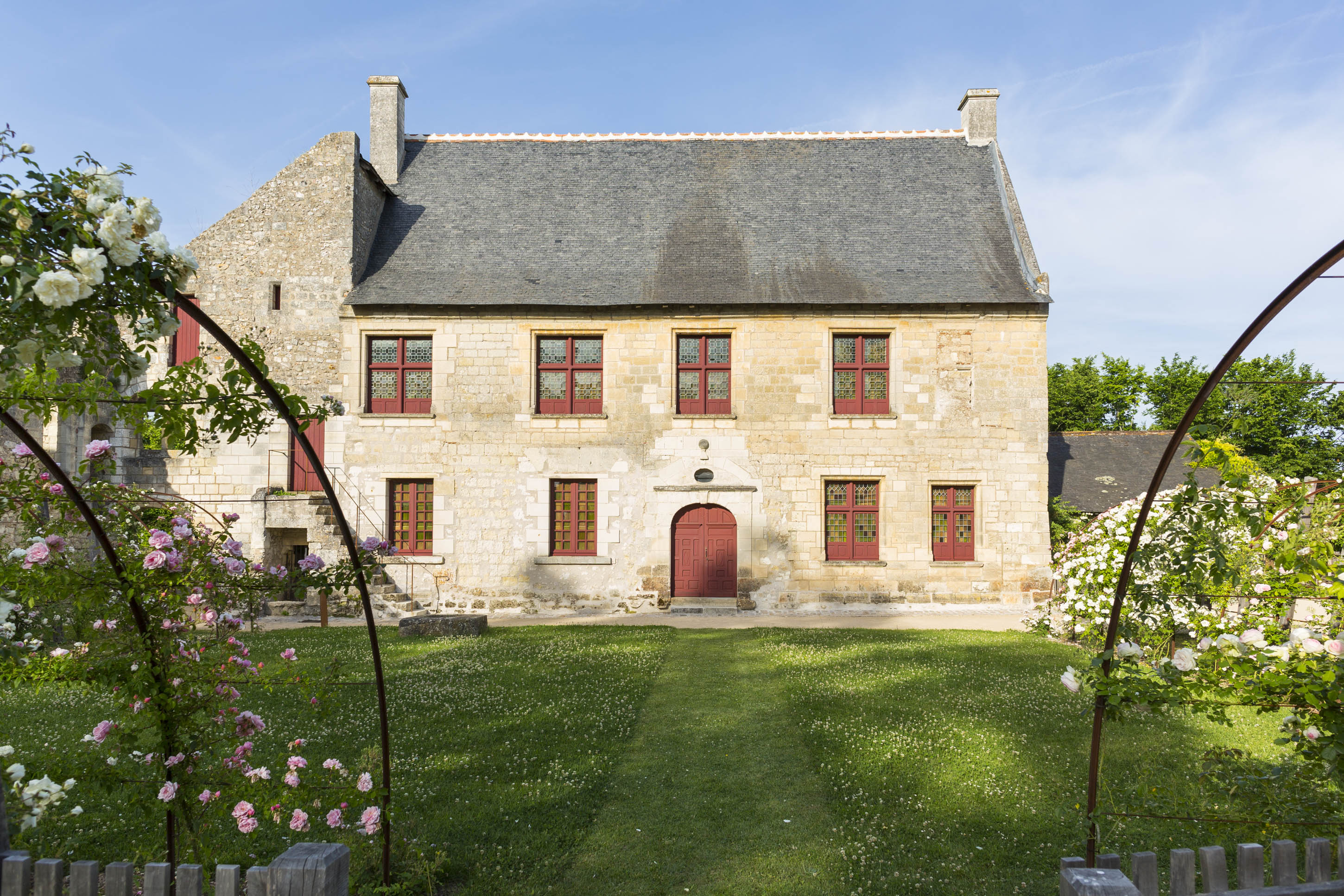
Logis de Pierre de Ronsard.

La Fondation pour la sauvegarde de l'art français intervient dès les années 1920 en rachetant les parcelles de l'église. Les restes de Ronsard sont découverts en 1933, identifiés par Robert Ranjard puis réinhumés. Un premier musée consacré au poète est fondé dans son logis.
Les bombardements alliés de 1944 causent des dommages irréversibles aux bâtiments proches de la Loire : seul le réfectoire est réhabilité.
Avec l'appui de l'Association des amis de Ronsard et du prieuré créée en 1948 et de La Sauvegarde de l'art français, le département d'Indre-et-Loire devient propriétaire et assure depuis 1951 la conservation et l'animation du prieuré. Il bénéficie de multiples protections au titre des monuments historiques :classements en 1925, 1949 et 1951 ; inscription en 1927.
Entre 2009 et 2010, une grande campagne de fouilles archéologiques est menée et permet la découverte de nouveaux vestiges et de nombreuses sépultures.
Le peintre Zao Wou-Ki a signé quatorze vitraux originaux pour le réfectoire, inaugurés en juillet 2010.
De juillet à octobre 2013, le réfectoire accueille l'exposition « Extases » du plasticien Ernest Pignon-Ernest.
En mai 2016, Georges Rousse réalise une architecture immatérielle inédite faite de journaux dans le réfectoire et propose en relation quelques-unes de ses œuvres où le thème de la maison imaginaire est présent. Il s'agit d'une installation visible jusqu'au 25 septembre 2016, autour du principe de l'anamorphose, « art de la perspective secrète » qui se développe à la Renaissance.